# Ben Fero
Ben Fero (* 25. Februar 1991 in Bonn; bürgerlich Ferhat Yılmaz) ist ein türkischer Rapper und Songwriter.

## Leben und Karriere
Ben Fero wurde in Bonn geboren. Sein Vater stammt aus Trabzon und seine Mutter aus Sivas. Im Jahr 1994 kehrte er mit seiner Familie in die Türkei zurück und wanderte nach Izmir aus. Ende der 1990er Jahre kam er durch das Hören von Tupac in Berührung mit der Rap-Musik. Er besuchte die Fakultät für Betriebswirtschaftslehre der Sabancı-Universität.
Einem größeren Publikum wurde er durch die Veröffentlichung des Songs 3,2,1 bekannt. Im Dezember 2018 stieg es auf Platz 1 in der Liste der meistgehörten Songs der Türkei auf Spotify auf.
Am 20. Februar 2019 erschien sein Debüt-Album Orman Kanunları. Am Tag der Veröffentlichung platzierten sich alle Songs des Albums in den Top 12 der Spotify Türkei Top 50. Damit war er der erste türkische Künstler, der alle Songs eines Albums auf dieser Liste hatte. Die Songs Biladerim İçin und Babafingo wurden ebenfalls Hits. Der Name des Songs, der ursprünglich Akalım hieß, wurde später in Demet Akalın geändert. Die bekannte türkische Pop-Sängerin Demet Akalın spielte anschließend im Musikvideo mit. Der ehemalige französische Fußballer Pascal Nouma ist auch im Video zu sehen.
Bei den 16. Radio Boğaziçi Music Awards, die im Mai 2019 stattfanden, wurde Ben Fero als „Bester Durchbruch Künstler“ ausgezeichnet. Er gehörte im Jahr 2019 zu den bekanntesten türkischen Rappern.
Im September 2020 veröffentlichte er die EP Yabani, wovon die Songs Ferhat Yılmaz und Kramp (gemeinsam mit Ezhel) erfolgreich wurden. Des Weiteren hat er mit deutschen Rappern wie Killa Hakan oder Gringo kollaboriert. Im Jahr 2022 meldete er sich mit der Single Bunlar Anlamaz wieder zurück.

## Diskografie

### Alben
- 2019: Orman Kanunları

### EPs
- 2020: Yabani

### Singles
| - 2018: Mahallemiz Esmer - 2018: Kimlerdensin - 2018: 3 2 1 - 2019: Babafingo - 2019: Demet Akalın - 2019: Biladerim İçin - 2019: Motivasyon - 2019: Jenga (mit Khontkar) - 2019: Arkadaş - 2020: Sıkı Dur (mit Anıl Piyancı) - 2020: Ferhat Yılmaz | - 2020: Kramp (mit Ezhel) - 2020: İzmir'in Ateşi (mit Maho G) - 2020: Üçe Beşe Bakamam (mit Cash Flow) - 2022: Bunlar Anlamaz - 2022: Çok Kolay - 2022: Heyecanlanman Normal (mit Khontkar) - 2023: Ney Lan - 2023: Bitmiyor - 2024: Problem (mit KÖK$VL) - 2025: Zor Değil |

### Gastbeiträge
- 2019: İyice Derine (mit Keişan)
- 2019: Fight Kulüp (mit Ceza, Killa Hakan & Ezhel)
- 2021: 50 Kilo (mit Gringo)
- 2021: Kri̇mi̇nal Rapler (mit DJ Sivo & Cash Flow)